# Ari Lehman
Ari Lehman est un acteur et musicien américain, né le 2 mai 1965  à New York (États-Unis).

## Biographie
Il fit une apparition dans le film Vendredi 13 dans le rôle de Jason Vorhees sortant de l'eau dans le cauchemar d'Alice.
Il est aussi le chanteur claviste du groupe Firstjason.

## Festivals
- Membre du jury courts-métrages, 2e Festival international du Film fantastique d'Audincourt, Bloody week-end, en 2011.